# Les Enfants terribles (radio)
Pour les articles homonymes, voir Les Enfants terribles.
Les Enfants terribles est une émission de radio réalisée par Maurice Cazeneuve et diffusée en 1947.

## Synopsis
À Paris, à la sortie du Lycée Condorcet, Paul est blessé par une boule de neige qui dissimulait une pierre. Le projectile a été lancé par Dargelos, un camarade que Paul idolâtre. Gérard, un ami de Paul, raccompagne ce dernier, légèrement commotionné, à son domicile où il cohabite avec sa sœur Élisabeth. 
Depuis le décès de leurs parents, Paul et Élisabeth sont liés par une affection exclusive et se sont réfugiés dans un univers chimérique où ils se livrent parfois au « jeu », voyage immobile et onirique. Au centre de leur univers trône leur « trésor », amas d’objets hétéroclites significatif pour eux seuls. 
Gérard présente au frère et à la sœur son amie Agathe, sosie féminin de Dargelos. Parallèlement, Élisabeth annonce son prochain mariage avec Michaël, un riche héritier américain. Mais, alors que leur mariage n’a pas été consommé, Michaël meurt dans un accident de voiture. Sur ces entrefaites, Dargelos charge Gérard de remettre un présent à Paul : c’est une boule d’un poison exotique que Paul, émerveillé, s’empresse de déposer dans son trésor aux côtés d’autres « richesses » comme une photo de Dargelos et un révolver. 
Agathe confie à Élisabeth qu’elle est éperdument amoureuse de son frère. Quand Élisabeth découvre que celui-ci partage cet amour, pour qu’il ne puisse lui échapper, elle tisse une toile machiavélique en faisant croire à Gérard qu’Agathe est secrètement amoureuse de lui et en informe aussitôt Paul que cette nouvelle anéantit. Le frère et la sœur, puisant dans leur trésor, vont être à tout jamais réunis dans la mort : Paul utilise le poison et Élisabeth se sert du révolver.

### Fiche technique
- Titre original : Les Enfants terribles
- Réalisation : Maurice Cazeneuve
- Adaptation : Agathe Mella d'après le roman éponyme de Jean Cocteau (Éditions Grasset, 1929)
- Assistante de production : Olga Lencement
- Musique originale : Henri Sauguet
- Direction musicale : André Girard
- Opérateur : Paul Giaccobbi
- Prise de son : Jean Godet
- Date d'enregistrement : 14 mars 1947
- Genre : drame, théâtre radiophonique
- Durée : 48 minutes
- Date de diffusion : 23 mars 1947 par la Radiodiffusion française (RDF)

## Distribution
- Silvia Monfort : Élisabeth
- Jean Marais : Paul
- Jean Desailly/Jean Cocteau : Gérard
- Josette Day : Agathe
- Madeleine Lambert : une voix
- Didier d'Yd : une voix

## Contexte
Cette version radiophonique voit son action resserrée tout en accentuant la dimension poétique grâce à la musique d'Henri Sauguet et à l'ambiance hivernale et feutrée, avec voix intemporelles surgissant comme celles des chœurs des tragédies antiques. La mise en ondes adopte le concept des « dramatiques théâtrales » d'alors, avec force bruitages : cris d'écoliers, tintements de cloche, roulements de fiacre et de train, portes qui claquent, sonnerie de téléphone, sirène des pompiers... L'autre particularité de cette adaptation est que, dans le rôle de Gérard, Jean Cocteau a remplacé Jean Desailly tombé malade au cours de l'enregistrement (dans le préambule, Cocteau déclare « Je m'en excuse »). Ses partenaires sont ses interprètes de prédilection de l'époque : Jean Marais, Josette Day (La Belle et la Bête, 1946) et Silvia Monfort (L'Aigle à deux têtes au théâtre en 1946 puis au cinéma en 1948).

## Audiogramme
Les Enfants terribles, suivi de Jean Cocteau (série Miracle en quatre morceaux, production de Pierre Vialet), 1 CD (durée 59 min) + 1 livre avec texte intégral de l'émission, entretiens avec Agathe Mella et Maurice Cazeneuve, extrait du découpage radio, Édition Phonurgia Nova/INA, 1992  (ISBN 2908325071).